# Kałantajiwka
Kałantajiwka (ukr. Калантаївка) – wieś na Ukrainie, w obwodzie odeskim, w rejonie rozdzielniańskim, w hromadzie Rozdzielna. W 2001 roku liczyła 497 mieszkańców.